# Hiromasa Suzuki
Hiromasa „Colgen“ Suzuki (jap. 鈴木 宏昌, Suzuki Hiromasa; * 26. Mai 1940; † 21. Mai 2001 in der Präfektur Tokyo) war ein japanischer Fusion- und Jazzmusiker (Piano, Keyboards, Synthesizer, E-Piano, Komposition, Arrangement), der sich auch als Filmkomponist betätigte.
Hiromasa Suzuki, der ab den späten 1960er-Jahren in der japanischen Jazz-, Funk- und Fusion-Szene aktiv war, spielte mit Kiyoshi Sugimoto Quartett, mit Akira Ishikawa und im Terumasa Hino Quintett, mit dem 1968 erste Aufnahmen entstanden; außerdem gehörte er der Formation The Freedom Unity an (Salute to Soul (Columbia, 1971) mit Akira Ishikawa, Hiroshi Suzuki, Kunimitsu Inaba, Takeru Muraoka).  Nach einem Debütalbum, das er 1972 bei RCA vorlegte (ロック・ジョイント琵琶〜組曲　ふることふみ), veröffentlichte er mit seinen diversen Bandprojekten eine Reihe von Alben wie High-Flying (1976), Colgen World (1976) und Umi no Triton (海のトリトン, Umi no Toriton; Columbia, 1978).
Ab den frühen 70er-Jahren spielte Suzuki ferner mit Takeru Muraoka, Abbey Lincoln, (People in Me, 1973), Jiro Inagaki, Kiyoshi Sugimoto, Norio Maeda, Hidefumi Toki sowie als Begleiter der Sängerinnen Kimiko Kasai, Masako Miyazaki, Anli Sugano, Salena Jones und Harumi Kaneko. Der Diskograf Tom Lord listet ihn im Bereich des Jazz/Fusion  zwischen 1968 und 1994 bei 46 Aufnahmesessions, an denen er beteiligt war. Suzuki schrieb außerdem eine Reihe von Filmmusiken, meist für Fernsehserien und -shows wie Umi no Triton (1972), Wakakusa no Charlotte (1977) und Kon’ya wa Saikō! (1981).

## Diskographische Hinweise
- High-Flying (1976), mit Shuichi Murakami, Akira Okazawa, Kenji Takamizu, Fujimaru Yoshino, Kiyoshi Sugimoto, Masayoshi Takanaka, Jun Fukamachi, Larry Sunaga, Jiro Inagaki, Kayoko Ishu
- Colgen World (Toshiba, 1976), mit Kunimitsu Inaba, Motohiko Hino
- Primrose (Union, 1978), mit Nobuyoshi Ino, Steve Jackson
- Umi no Triton (Original Soundtrack, Columbia, 1979)
- Galaxy (Openskye, 1979), mit Hideo Iguchi, Tadaomi Anai, Yūichi Togashiki, Akira Okazawa, Tsunehide Matsuki, Mabumi Yamaguchi, Sumio Okada, Yasuo Hirauchi, Yoshimi Mita, Ichirō Nitta, Junichi Kanesaka
- Lonely Falling Star (Lobster, 1980) solo
- Colgen Band: A Lonely Falling Star (Lob, 1981)